# Richard Felton Outcault
Richard Felton Outcault   (Lancaster, 14 de gener de 1863 - Flushing, 25 de setembre de 1928) va ser un guionista, dibuixant de còmics i pintor nord-americà. Va ser el creador de la sèrie The Yellow Kid (el noi groc), a partir de la qual va néixer i es va desenvolupar el còmic tal com el coneixem avui dia.

## Biografia

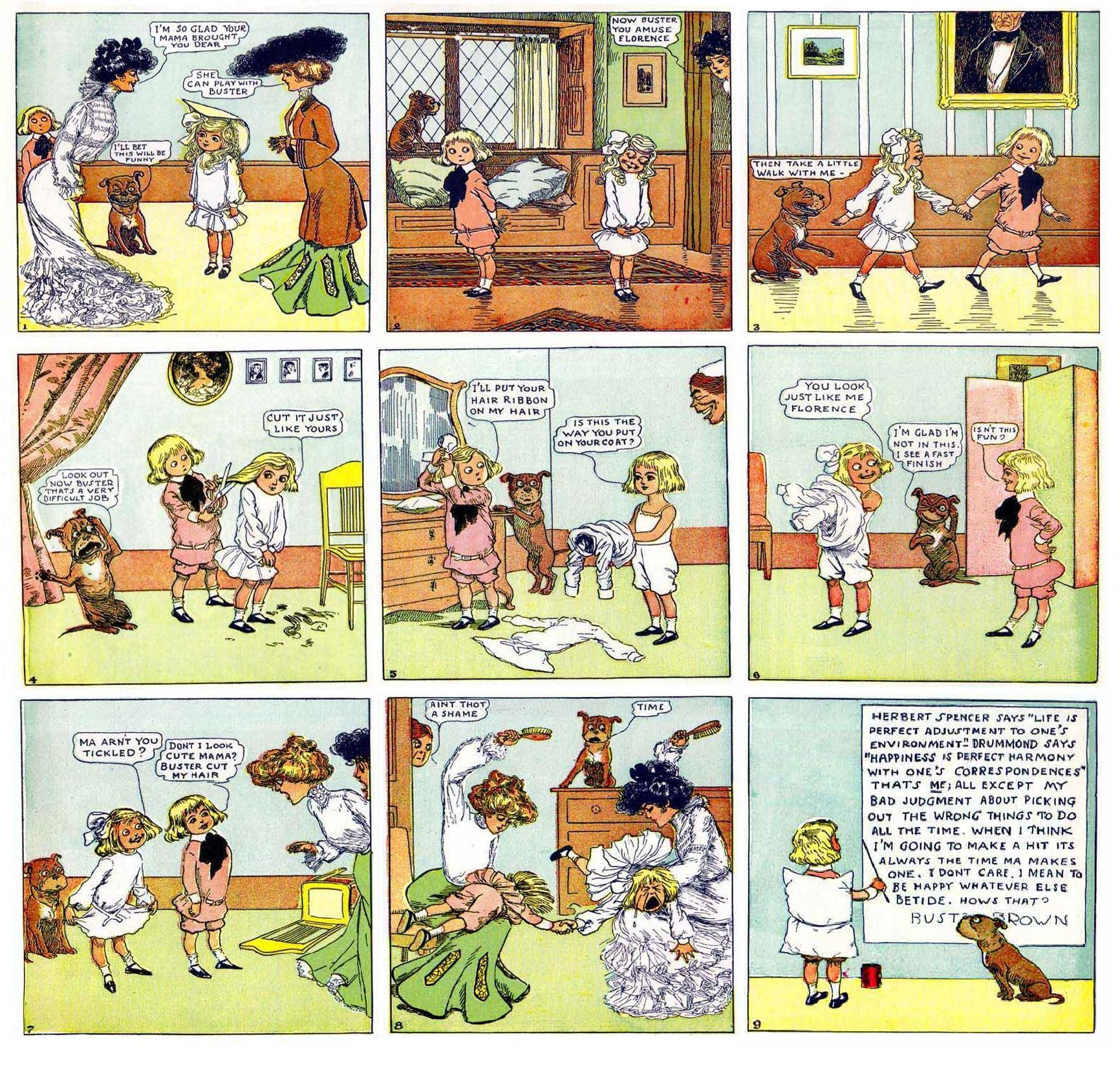
Fragment de Buster Brown de 1903.

Outcault va començar la seva carrera com a il·lustrador tècnic de Thomás A. Edison i com a dibuixant humorístic per a les revistes Judge i Life.
Aviat va signar pel New York World de Joseph Pulitzer i en el seu suplement dominical en color anomenat World va començar, el 5 de maig de 1895, la sèrie de megaviñetas còmiques Hogan's Alley que presentava a un nen dels suburbis amb una camisa a la qual hi apareixien els textos. A partir del 5 de gener de 1896, aquesta camisa va ser acolorida, a manera d'experiment, amb un color particularment dificultos aleshores: el groc; d'aquesta manera l'expressió popular Yellow Kid va acabar per filtrar-se des del públic fins al títol general de la sèrie.
Quan a l'octubre de 1896 va passar a treballar pel New York Journal de William Randolph Hearst, rival de Pulitzer, The Yellow Kid va començar a aparèixer com una successió de vinyetes en lloc d'una sola. Això, que Outcault va dur a terme per iniciativa del mateix Hearst és considerat per molts teòrics el veritable moment del naixement del còmic i el precursor de l'ús del globus al còmic, doncs malgrat que el personatge d'Outcault sempre s'expressa mitjançant el text escrit sobre la seva samarreta groga, el 25 d'octubre de 1896 utilitza un globus per a expressar-se.
En 1897 va tornar a canviar de periòdic, creant pel New York Herald, les sèries Poor Li'l Mose (1901) i Buster Brown (1902-1905). Aquesta última la continuaria a New York American des de 1906 fins a 1920.